# Michel Eyzinger
Michel Eyzinger, Freiherr Michael von Aitzing ou Eitzing, né vers 1530 à Obereitzing et mort en 1598 à Bonn, est un noble autrichien, diplomate, historien et écrivain. Il conçoit une méthode de numérotation des ancêtres popularisée ultérieurement et connue aujourd'hui sous le nom de numérotation de Sosa-Stradonitz pour identifier les individus dans une généalogie ascendante.
C’est Michel Eyzinger qui, le premier, présenta en 1590 un système mathématique de numérotation des ancêtres en généalogie, dans son livre Thesaurus principum hac aetate in Europa viventium (Cologne, Gottfried von Kempen, 1590), traitant des maisons royales et princières d’Europe. Cette méthode fut reprise en 1676 par Jérôme de Sosa et popularisée en 1898 par Stephan Kekulé von Stradonitz.

## Pour approfondir